# Dear Prudence
Pistes de The Beatles
Back in the U.S.S.R.
(1–1) Glass Onion
(1–3)
Dear Prudence est une chanson des Beatles, écrite par John Lennon et créditée Lennon/McCartney. Elle figure sur l'album The Beatles, surnommé « l'Album blanc »,  paru le 22 novembre 1968. 
John Lennon compose Dear Prudence en mars 1968 à Rishikesh, en Inde, dans l'ashram du Maharishi Mahesh Yogi. Les Beatles y sont venus pour approfondir leur expérience de la Méditation transcendantale,  accompagnés entre autres par le chanteur folk Donovan et le Beach Boy Mike Love. L'actrice américaine Mia Farrow est également présente, accompagnée de Prudence, sa sœur cadette, qui passe ses journées à Rishikesh cloîtrée dans son bungalow à méditer, inspirant cette chanson à Lennon. 

## Histoire
Prudence Farrow avait appris la méditation transcendantale en 1966. Durant la retraite à laquelle les Beatles participent en 1968 à Rishikesh auprès du Maharishi Mahesh Yogi, Prudence passe tout son temps seule dans son bungalow pour méditer, à tel point que les autres participants de ce séminaire se demandent si elle va bien,. 

« Prudence méditait et hibernait. Pendant les deux semaines où j'ai été là, on l'a vue deux fois. Tout le monde allait cogner à sa porte : « Tu es toujours en vie ? ». »

— Ringo 

« Comme elle avait confiance en nous, George et moi avons été désignés pour essayer de la faire sortir. Elle devenait complètement dingue. En Occident, on l'aurait internée. On l'a fait sortir de sa maison. Elle était restée enfermée trois semaines dans sa chambre et ne voulait pas mettre le nez dehors pour atteindre Dieu plus vite que tous les autres... Car il y avait une compétition dans le camp du Maharishi : c'était à qui deviendrait cosmique le premier. »

— John Lennon.

« C'était un moment très particulier pour moi. Je savais que l'opportunité d'étudier la méditation sous la tutelle directe d'un maître tel que Maharishi Mahesh Yogi n'arrive qu'une fois dans une vie. Ainsi, je retournais dans ma chambre après les cours et les repas afin de profiter au maximum de ce temps précieux. Dans la soirée, John, George, et Paul s'asseyaient, improvisaient et écrivaient. Je les entendais de ma chambre, qui était à côté de la leur. Parfois, ils venaient dans ma chambre pour jouer leur nouvelle composition, pensant qu'ils me réconfortaient. J'appréciais leur attention, mais je préférais rester seule pour méditer. »

— Prudence Farrow.
John Lennon et George Harrison amènent leurs guitares dans sa chambre pour l'inciter à sortir. Ce fut l'inspiration de leur chanson, dans laquelle John chante : « Chère Prudence, ne veux-tu pas venir jouer dehors ? Le soleil est haut, le ciel est bleu, c'est merveilleux, tout comme toi, chère Prudence... »'. À leur départ de l'Ashram, Harrison mentionne à Prudence qu'ils avaient écrit une chanson sur elle, mais elle ne l'entendra qu'à sa parution, placée comme deuxième piste sur l'« Album blanc ».
Prudence Farrow écrira ses mémoires et les publiera en 2015 avec le titre Dear Prudence: The Story Behind the Song.

## Enregistrement
La chanson est enregistrée le 28 aux studios Trident à Londres, Lennon utilisant la technique de picking que Donovan lui a enseignée en Inde. Les overdubs et le mixage sont réalisés les 29 et 30 août 1968. Les chœurs sont effectués par John, Paul et George avec Mal Evans, Jackie Lomax et John McCartney, un cousin de Paul, de passage à Londres. En l'absence de Ringo Starr, parti pour cause de disputes incessantes, c'est Paul McCartney qui joue de la batterie. Ringo avait également manqué quelques jours plus tôt l'enregistrement de Back in the U.S.S.R.. D'ailleurs sur l'album, les deux chansons s'enchaînent avec le bruit d'un avion de ligne à l'atterrissage entendu sporadiquement sur cette première, et qui fait le lien à la fin de ce titre avec l'introduction en arpèges de Dear Prudence. 
En 2023, la chanson est ajoutée à la compilation remixée de The Beatles 1967–1970 sur laquelle le segue avec Back in the U.S.S.R. est éliminé, ce qui permet maintenant d'entendre au complet la progression descendante de l'intro de guitare.

## Interprètes
- John Lennon : chant, guitare rythmique et acoustique, claquements de mains
- Paul McCartney : chœurs, batterie, basse, piano, tambourin, fluglehorn, claquements de mains
- George Harrison : chœurs, guitare électrique, tambourin, claquements de mains
- Mal Evans : chœurs, claquements de mains
- Jackie Lomax : chœurs, claquements de mains
- John McCartney : chœurs, claquements de mains

## Reprises
- Dear Prudence a été reprise par Siouxsie and the Banshees sur leur album Hyæna et éditée en single en 1983. Cette version s'est classée à la 3e place du hit-parade britannique.
- Elle a aussi été reprise par Jerry Garcia, Jaco Pastorius, Larry Graham, Ramsey Lewis, Alanis Morissette et Our Lady Peace, entre autres.
- En 2002, le pianiste de jazz Brad Mehldau reprend cette chanson sur son album Largo.
- En 2004, le DJ/producteur Danger Mouse reprend le morceau ainsi que d'autres de l'« Album blanc » dans The Grey Album, un album de remixes mashup mêlant des samples des Beatles avec des versions a cappella du Black Album du rappeur Jay-Z.
- En 2008, la chanson a été reprise par Jim Sturgess, Dana Fuchs, Evan Rachel Wood et Joe Anderson dans le film Across the Universe, une comédie musicale de Julie Taymor, inspiré de 32 chansons des Beatles

## Biographie
- Dear Prudence: The Story Behind the Song, par Prudence Farrow Bruns, CreateSpace, 240 p.[5]